# خالد اللحيدان
خالد بن عبد الله بن محمد اللحيدان رئيس المحكمة العليا في المملكة العربية السعودية منذ 18 أكتوبر 2020.

## التعليم
يحمل شهادة دكتوراه في الفقه المقارن، وماجستير في الشريعة، جامعة الإمام محمد بن سعود الإسلامية. وبكالوريوس في الشريعة، جامعة الإمام محمد بن سعود الإسلامية.

## الخبرات العملية
- قاضي في المحكمة العليا بدرجة (قاضي استئناف).
- رئيس محكمة استئناف .
- قاضي استئناف في محكمة الاستئناف في منطقة تبوك .
- قاضي بالإدارة العامة للتفتيش القضائي بدرجة (رئيس محكمة أ).
- قاضي بالمحكمة العامة بمنطقة الرياض بدرجة (رئيس محكمة أ).
- (رئيس محكمة ب).
- (وكيل محكمة أ).
- (وكيل محكمة ب).
- (قاضي أ).
- (قاضي ب).
- (قاضي ج).
- ملازم قضائي بوزارة العدل بالمرتبة (40).